# قشلاق علي أكبر حميد خان (مقاطعة بيله سوار)
قشلاق علي أکبر حمید خان (بالفارسية: قشلاق علی‌اکبر حمیدخان) هي منطقة سكنية تقع في إيران في أردبيل.